# Miopanthera
Miopanthera — викопний рід хижих ссавців родини котових (Felidae), що існував в Євразії в пізньо-середньому й пізньому міоцені (11,6–9 млн років тому). Ймовірно, найдавніший відомий представник підродини пантерових (Pantherinae). Описано два види.

## Скам'янілості
У 1899 році у містечку Сент-Альбан-де-Рош на південному сході Франції знайдено частковий скелет кішки. На основі решток описано новий вид вимерлих кішок Pseudaelurus lorteti. У 1938 році угорський палеонтолог Міклош Крецой запропонував для виду власний рід Miopanthera, але наукова спільнота не підтримала його пропозицію.
У 1965 році в Туреччині знайдено фрагмент щелепа, який віднесли до виду Felis pamiri. У 2017 році під час ревізії решток Felis pamiri виявлено, що він, ймовірно, був тісно пов’язаний із S. lorteti і обидва види перенесено в рід Miopanthera. 

## Опис
Miopanthera був схожим на невеликого леопарда, завдовжки 130 см, вагою 35 кг. 
M. pamiri була розміром приблизно з велику рись або маленьку пуму. Відрізняється від попередника, M. lorteti трохи більшими розмірами, більшими центральними різцями, меншими верхніми і нижніми іклами, наявністю лише одного зуба між C і P3, довгим, низьким і вузьким P3.

## Еволюція
M. pamiri еволюціонував від більш ранньої M. lorteti. Через певні особливості також вважається ймовірним, що Miopanthera могла бути предком сучасних родів Panthera та Neofelis.